# Balčia (přítok Ežeruony)
Balčia jinak také Balčė je říčka v Litvě, v Žemaitsku. Pramení 4 km na východ od městysu Vainutas. Teče zpočátku na jihozápad, ale záhy, v blízkosti pramene řeky Šyšalė, se stáčí ostře na východojihovýchod a tímto směrem pokračuje (s dvěma oblými táhlými meandry) až k soutoku s řekou Ežeruona v obci Žygaičiai, do které se vlévá jako její levý přítok 27,6 km od jejího ústí do řeky Jūra. Na severovýchodním okraji obce Balčiai protéká rybníkem Balčių tvenkinys, do kterého se zprava vlévá její bezejmenný přítok B - 2 a těsně za hranicí mezi okresy Šilutė a Tauragė se do ní ve vsi Balčiai vlévá další pravý přítok jménem Šaka. Vzápětí míjí obloukem prvního meandru z jihu památný, chráněný strom - jalovec Dirvėnų kadagys.

## Přítoky
- Levé: Trumpė (vlévá se 1,7 km od ústí; hydrologické pořadí: 16011014; délka: 4,5 km; plocha povodí: 10,1 km²)
- Pravé: B - 2, Šaka (9,1 km; 16011013; 4,1 km; 4,3 km²)